# Boornitride
Boornitride is een verbinding van boor en stikstof, met als brutoformule BN.

## Structuur en eigenschappen
Omdat boor een elektron minder heeft dan koolstof en stikstof juist een elektron meer, is de verbinding iso-elektronisch met het element koolstof. Dergelijke elementen worden combo-elementen genoemd. Net als bij koolstof bestaat er zowel een hexagonale gelaagde structuur, vergelijkbaar met grafiet, met dien verstande dat ieder koolstofatoom afwisselend door een boor- of een stikstofatoom vervangen is. Bij hoge temperaturen en druk ontstaat een adamantaanachtige structuur, vergelijkbaar met diamant.
Definities en toepassingen van de drie typen BN zijn als volgt:
- Hexagonaal Boron Nitride (hBN)

Ook wel "witte grafiet" genoemd, het is een elektrisch isolerende stof met een gelaagde structuur en een hoge thermische geleidbaarheid.
- Kubisch Boron Nitride (cBN)

Heeft dezelfde elektronische structuur als diamant, met een hoge hardheid en thermische en chemische stabiliteit.
- Wurtzite Boron Nitride (wBN)

Een zeer zeldzame hoge-drukfase, die onder bepaalde omstandigheden harder wordt geacht dan diamant.

## Hooftoepassingen
Beide kristalvormen vinden wijdverbreid toepassing. In tegenstelling tot grafiet is hexagonaal boornitride niet een zwarte maar een witte vaste stof. Een eigenschap die daarmee nauw verband houdt is dat het ook geen elektrische geleider is. Het is een halfgeleider met een vrij wijde bandgap. De warmtegeleiding is daarentegen uitstekend voor beide modificaties en hetzelfde geldt voor de chemische inertheid. Het zijn stoffen die tot zeer hoge temperaturen tegen een stootje kunnen.
Kubisch boornitride is op diamant na de hardste vaste stof en wordt daarom gebruikt als slijp- en boormiddel. Daarentegen is hexagonaal boornitride een droog smeermiddel net als grafiet. Omdat het wit is en ongevaarlijk vindt het veel toepassing in cosmetica. Er kunnen echter ook vormen van geperst worden die goed te bewerken zijn. Het materiaal wordt daarom gebruikt om metalen in te smelten.